# Geschützter Landschaftsbestandteil Hohlweg am Fahlenscheider Kopf
Der Geschützte Landschaftsbestandteil Hohlweg am Fahlenscheider Kopf mit einer Flächengröße von 0,41 ha liegt nördlich von Fahlenscheid im Stadtgebiet von  Olpe (im Kreis Olpe). Es wurde 2020 durch den Kreistag des Kreises Olpe als Geschützter Landschaftsbestandteil (LB) mit dem Landschaftsplan  Nr. 5 Rothaarvorhöhen zwischen Olpe und Altenhundem ausgewiesen. Von 1984 bis 2020 gehörten die Flächen zum Landschaftsschutzgebiet Kreis Olpe. Der LB liegt am Westhang des Berges Fahlenscheider Kopf.

## Gebietsbeschreibung
Beim LB handelt es sich um einen gut ausgeprägter Hohlweg. Der Hohlweg war der Teil einer historischen Wegeverbindung von Siegen über Fahlenscheid nach Oberveischede. 
Der Landschaftsplan führt zum LB aus: „Auf der Böschungskrone des Hohlweges steht eine Baumreihe aus alten mächtigen Buchen und Eichen, die weit sichtbar sind und so das historische Kulturlandschaftselement weithin erlebbar machen. Die Baumreihe bildet einen reizvollen Übergang von der Weide zum angrenzenden Fichtenwald. Der Gehölzstreifen hebt sich deutlich von dem umgebenden Wald und der Weide ab und stellt eine Belebung des Landschaftsbildes dar.“

## Schutzzweck
Die Ausweisung erfolgt: 
- „zur Sicherung des Hohlweges mit alten Bäumen,“
- „als Verbindungselement im Sinne des Biotopverbundsystems,“
- „als gliederndes und belebendes des Landschaftsbildes,“
- „zur Abwehr schädlicher Einwirkungen.“[1]

## Verbote
Es wurden ein spezielles Verbot für den LB erlassen:
- „das Relief des Hohlwegs durch Verfüllungen jedweder Art oder durch Abgrabung der Böschungen zu verändern.“[1]

## Gebote
Für den LB wurde ein spezielles Gebot erlassen:
- „die alten Laubbäume zu erhalten und in entstehenden Lücken standortgerechte, heimische Laubbaumarten nachzupflanzen.“[1]